# Aleš Ušeničnik
Aleš Ušeničnik, slovenski katoliški duhovnik, filozof, teolog, akademik, * 3. julij 1868, Poljane nad Škofjo Loko, † 30. marec 1952, Ljubljana.
Ušeničnik velja za enega najpomembnejših slovenskih teologov in filozofov. Vsebine, ki so vplivale na njegov stil duhovnega in praktičnega življenja, je črpal iz najpomembnejših svetovnih avtorjev, predvsem Tomaža Akvinskega, do katerega je čutil veliko spoštovanje in ljubezen, predvsem zaradi vpliva kardinala Louisa Billota.

## Življenjepis
Oče mu je bil gostač Janez, mati mu je bila gostačica Mica (rojena Kržišnik). Študij filozofije in teologije je z odliko končal na rimski Gregoriani z dvojnim doktoratom. Leta 1897 je postal profesor na ljubljanski bogoslovni visoki šoli. Leta 1919, ob ustanovitvi Teološke fakultete, pa je postal eden prvih rednih profesorjev; deloval je predvsem na področju filozofije.
V šolskem letu 1922/1923 je bil rektor Univerze v Ljubljani. Bil je tudi glavni urednik znanstvene revije Katoliški obzornik in 1938 eden od soustanoviteljev Akademije znanosti in umetnosti. Iz te je bil leta 1948 izključen zaradi političnih razlogov, leta 1996 pa posmrtno ponovno sprejet. 1928 je postal tudi dopisni član JAZU v Zagrebu, 1938 častni član slovenskega filozofskega društva in bil odlikovan z dostojanstvom Protonotarius Apostolicus (apostolskega protonotarja).
Največje mednarodno priznanje za svoje filozofsko delo je prejel 1937, ko je postal član (do sedaj edini Slovenec) Papeške rimske akademije sv. Tomaža Akvinskega (Pontifica Academia Romana S.Thomae Aquinatis et Religionis Catholicae). 
Med prvo svetovno vojno je bil Ušeničnik najtesnejši svetovalec ljubljanskega škofa Jegliča in po mnenju prelata Andreja Kalana njegov najresnejši naslednik. Toda njegov »angelski um«, kakor ga je poimenoval že kardinal Louis Billot v Vatikanu za časa študija, je Aleša Ušeničnika vodil stran od upravnih dolžnosti k čisti filozofiji. Tej se je lahko posvečal kot profesor in kot pisec filozofskih del, čeravno je večkrat potožil, da je moral zaradi »slovenskih razmer« pogosto opuščati njemu ljubo čisto filozofijo in delovati tudi kot »kulturni kritik«, kar velja tudi za nekatere njegove prvovrstne članke. 
Ušeničnika kot predavatelja ocenjuje Pavle Slapar takole: »Njegova predavanja so bila na tečajih nekaj slavnostnega in prazničnega. Vse, kar je povedal, je bilo zgrajeno, dovršeno in stvarno sprejemljivo. On ni govoril tjavdan. Vse je bilo dobro premišljeno in pripravljeno.«

## Dela
Spisal je 34 knjig ali knjižnih zbirk, okoli 800 spisov za časopisje in zbornike, 122 pesnitev (leposlovje, izvirna dela), 13 prevodov in zapisov pesmi, med njimi Danteja, Petrarco, Michelangela, narodne in druge. Njegovo bogato delo zaokrožuje tudi 25 proznih, dramskih, gimnazijskih slovstvenih študij, kritik in prevodov.

#### Knjige:
- Sociologija, 1910
- Knjiga o življenju, 1916, 1929², 1941, 2002
- Uvod v filozofijo I-II, 1921, 1924
- Ontologija, 1924
- Knjiga načel I-III, 1934-37
- Dialektični materializem, 1938
- Filozofski slovar, 1941, 2003
- Izbrani spisi I-X, 1939-41